# Cephaloziella meghalayensis
Cephaloziella meghalayensis là một loài rêu trong họ Cephaloziellaceae. Loài này được Udar & Ad. Kumar mô tả khoa học đầu tiên năm 1982.